# Teanna Kai
Teanna Kai, född den 25 mars 1978 i Houston, är det professionella namnet på en asiat-amerikansk porrskådespelare och modell. Hon har spelat i över 100 filmer sedan 1999 och gjorde sin regidebut 2002 med Forbidden Fantasies.
Bland hennes motspelare finns bland andra Aurora Snow och Layla Rivera.

## Utmärkelser
- 2004 AVN Award for Best All-Girl Sex Scene (Film) – Snakeskin (med Dru Berrymore)